# Paul Piché (évêque)
 (janvier 2025).
La mise en forme du texte ne suit pas les recommandations de Wikipédia : il faut le « wikifier ».
Les points d'amélioration suivants sont les cas les plus fréquents :
- Les titres sont pré-formatés par le logiciel. Ils ne sont ni en capitales, ni en gras.
- Le texte ne doit pas être écrit en capitales (les noms de famille non plus), ni en gras, ni en italique, ni en « petit »…
- Le gras n'est utilisé que pour surligner le titre de l'article dans l'introduction, une seule fois.
- L'italique est rarement utilisé : mots en langue étrangère, titres d'œuvres, noms de bateaux, etc.
- Les citations ne sont pas en italique mais en corps de texte normal. Elles sont entourées par des guillemets français : « et ».
- Les listes à puces sont à éviter, des paragraphes rédigés étant largement préférés. Les tableaux sont à réserver à la présentation de données structurées (résultats, etc.).
- Les appels de note de bas de page (petits chiffres en exposant, introduits par l'outil «  Source ») sont à placer entre la fin de phrase et le point final[comme ça].
- Les liens internes (vers d'autres articles de Wikipédia) sont à choisir avec parcimonie. Créez des liens vers des articles approfondissant le sujet. Les termes génériques sans rapport avec le sujet sont à éviter, ainsi que les répétitions de liens vers un même terme.
- Les liens externes sont à placer uniquement dans une section « Liens externes », à la fin de l'article. Ces liens sont à choisir avec parcimonie suivant les règles définies. Si un lien sert de source à l'article, son insertion dans le texte est à faire par les notes de bas de page.
- La présentation des références doit suivre les conventions bibliographiques. Il est recommandé d'utiliser les modèles {{Ouvrage}}, {{Chapitre}}, {{Article}}, {{Lien web}} et/ou {{Bibliographie}}. Le mode d'édition visuel peut mettre en forme automatiquement les références.
- Insérer une infobox (cadre d'informations à droite) n'est pas obligatoire pour parachever la mise en page.

Pour une aide détaillée, merci de consulter Aide:Wikification.
Si vous pensez que ces points ont été résolus, vous pouvez retirer ce bandeau et améliorer la mise en forme d'un autre article.
Paul Piché, né le 14 septembre 1909 à Gravelbourg et mort le 12 septembre 1992, est un évêque canadien, ayant officié dans le diocèse de Mackenzie-Fort Smith.

## Biographie

### Prêtrise
Paul Piché est né le 14 septembre 1909, il provient de la communauté de Gravelbourg, dans le sud de la Saskatchewan. Il est ordonné prêtre des Oblats de Marie Immaculée le 23 décembre 1934 au Scolasticat du Sacré-Coeur à Lebret, en Saskatchewan.

### Directeur de pensionnat
Paul Piché commence sa carrière comme directeur du pensionnat de Qu’Apelle dans la ville de Lebret d’octobre 1943 jusqu’en 1951. Du début du XXe siècle jusqu'à la seconde partie du siècle, les pensionnats autochtones du Canada ont comme objectif d'assimiler les Autochtones canadiens pour édifier la nation. En 1946, Piché explique que le pensionnat est un outil pour assimiler les Autochtones et pour leur donner une fonction dans la société canadienne :
« Tout système d'éducation indien qui ne prévoirait que le progrès intellectuel, sans prévoir de dispositions similaires pour  l'amélioration spirituelle et corporelle, ne parviendrait pas à atteindre le but tant désiré. La volonté, le caractère et les qualités physiques des Indiens doivent être développés aussi bien que l'intelligence s'ils doivent prendre leur place en tant que citoyens dignes de ce pays ».
Plus tard, en 1948, il « organise une classe d’études supérieures pour mieux poursuivre l’entraînement des élèves aux métiers tout en suivant le curriculum de la Saskatchewan. L’école de Lebret devient ainsi la pionnière dans l’enseignement des grades supérieurs aux autochtones. Elle possède alors 2 000 acres en culture, un troupeau de vaches laitières, un poulailler et une porcherie ».

### Oeuvre au sein de plusieurs commissions
Piché siège au sein de la Commission oblate des œuvres indiennes et esquimaudes à partir de 1951. Cette commission est mise en place à Ottawa par l’évêque Gabriel Breynat en 1938 pour faire une liaison avec le gouvernement fédéral,. En particulier, elle fait pression pour confirmer le soutien économique du gouvernement canadien et assurer le respect des traités signés entre le gouvernement et les Autochtones. La Commission oblate des œuvres indiennes et esquimaudes, dans les années 1950, donne une ligne directrice aux missionnaires quant à leurs interactions avec les Autochtones. Le 6 octobre 1956, Paul Piché devient le directeur du secrétariat de la commission. À ce poste, sa tâche principale consiste à « agir comme agent de liaison entre les évêques, les missionnaires oblats et les ministères fédéraux […] en ce qui concerne l'administration et le développement des écoles et des hôpitaux indiens ».
Par la suite, il œuvre au sein de la Commission épiscopale de coopération Canada-Amérique latine (CECAL) comme un des deux co-directeur de la section francophone durant l’année 1967.

## Évêque de Mackenzie-Fort Smith
Paul Piché devient l'évêque de Mackenzie-Fort Smith aux Territoires du Nord-Ouest en 1967, poste qu'il occupe jusqu'à sa résignation en 1986. 
Il meurt le 12 septembre 1992.